# 武田真理子 (声優)
武田 真理子（たけだ まりこ、2001年8月16日 - ）は、日本の声優、女優。埼玉県出身。スペースクラフト所属。身長148cm。

## 経歴
2014年10月18日、ソニー・ミュージックアーティスツ主催による、“アニメ好き”に特化した声優・アーティストの公開オーディション『アニストテレス』第3回にてグランプリを獲得（同オーディションの第1回受賞者は水瀬いのり）。出場者の中では最年少の13歳でのグランプリ獲得だった。
2016年9月7日、公式Twitterアカウントが開設される。当時は現役中学生で、スマートフォンアプリ『拡張少女系トライナリー』の主人公・逢瀬つばめ役で声優デビューが決定したことが発表された。舞台やラジオ番組にも出演し、活動の幅を広げている。
2021年3月31日、ソニー・ミュージックアーティスツを退所、メンバーズサイト「まりすけ放送局」のサービスも終了となった。体調不良が続いたため、今後は心身の回復を最優先し、学業に専念するとしている。なお、「これからも学校で歌も続けていくし元気になったらまた、どこかで披露したい」とも語っている。
2022年8月24日、スペースクラフトに所属したことを報告。同時に、芸名を平仮名表記のたけだまりこから漢字表記の武田真理子に改名した。

## 出演

### アニメ
- 拡張少女系トライナリー（2017年、逢瀬つばめ）

### ゲーム
2017年
- 拡張少女系トライナリー（逢瀬つばめ）
- ロボットガールズZ ONLINE（ジャガーちゃん）

2018年
- WAR OF BRAINS（一寸乙女 スプーン）
- アズールレーン（霞）

2020年
- BATON=RELAY（五条咲）

### 舞台
- ミュージカル タイラー×2（2017年） - ロビン 役（テラ組）
- ゲートシティの恋（2018年） - ノエル 役（Bチーム）
- 肉体改造クラブ・女子高生版（2019年） - みるく 役

### ラジオ
- Highschool a GOGO!!（2017年11月 - 、TBSラジオ）[12]
- まりすけ行進曲（2018年5月3日 - 2021年3月18日、SMA VOICE まりすけ放送局）[13]
- おはよう！咲くらじお「咲くらじ放送部」（2020年11月20日、エフエム戸塚）[14]
- SMA VOICE RADIO RELAY「Girls side」 第10 - 12回（2020年11月24日 - 12月21日、SMA VOICE）[15]

### その他
- ボイスコミック『暁の神威 -光ノ在り処-』（2022年、鳳条朱音）

## ディスコグラフィ

### キャラクターソング
| 発売日        | タイトル                                                          | 歌                                 | 楽曲 | 備考                                   |
| ------------- | ----------------------------------------------------------------- | ---------------------------------- | --- | -------------------------------------- |
| 2018年1月10日 | 拡張少女系トライナリー・キャラクターソングアルバム                | TRINARY                            | 「テクトラ！ - Yumemille feuille guruRemiX. -」 「The Truly Lovely Show !!」 「テクトラ！～ハッピーラッキー夢みるふぃーゆ・おりじなる(DemoMix)～」 | 『拡張少女系トライナリー』テーマソング |
| 2018年1月10日 | 拡張少女系トライナリー・キャラクターソングアルバム                | 逢瀬つばめ（たけだまりこ）         | 「Metropolitan medicine ～宇宙の法則でTOKYO～」 | 『拡張少女系トライナリー』関連曲       |
| 2018年1月10日 | FreyMENOW the AnniversaryBest. ～Wishreal & phobia feat.TRINARY～ | FreyMENOW（平山笑美） feat.TRINARY | 「Commiato 〜光は闇へと消え、そして訪れる光〜（from.wishphobia）」                                                                                 | 『拡張少女系トライナリー』関連曲       |
| 2020年6月17日 | Start me up/かけだしのモノローグ                                  | BATON=RELAY Project                | 「Start me up」 「かけだしのモノローグ」 | ゲーム『BATON=RELAY』関連曲            |
| 2020年6月17日 | Start me up/かけだしのモノローグ                                  | Bambina!                           | 「ビバフィーバーバンビーナ」 | ゲーム『BATON=RELAY』関連曲            |
| 2020年6月17日 | ミライ=バトン                                                     | BATON=RELAY Project                | 「ミライ=バトン」 | ゲーム『BATON=RELAY』関連曲            |
| 2020年6月17日 | ミライ=バトン                                                     | Bambina!                           | 「四葉のクローバー～10000分の1の君～」 | ゲーム『BATON=RELAY』関連曲            |
| 2020年6月17日 | ミライ=バトン                                                     | カルトカルテット                   | 「君は君だ」 | ゲーム『BATON=RELAY』関連曲            |
| 2020年7月1日  | あなたに贈るLOVESONG! 異世界輸入盤 #2020-04＜逢瀬つばめ＞         | 逢瀬つばめ（たけだまりこ）         | 「Metropolitan melty〜あけおめでTOKYO〜」 | 『拡張少女系トライナリー』関連曲       |

### ユニットメンバー
1. 1 2  たけだまりこ、中恵光城、八木侑紀、萩原あみ、平山笑美
2. 1 2  桜美聡（白花恋香）、日向葉澄（矢野妃菜喜）、小見川薫（白河みずな）、神宮凜々花（星希成奏）、五条咲（たけだまりこ）、高橋京子（ペイトン尚未）、千歳つくし（小坂澄）、椛坂冬華（石飛恵里花）、白川琴音（澤田真里愛）、広瀬晶（水野朔）、新瑞なお（潮先夏海）、神崎千里（橘一花）、戸田有理（鳴海夏音）、村山萌（日原あゆみ）、天神茉莉（美久月楓）、瀬戸ひなの（春咲暖）
3. 1 2  五条咲（たけだまりこ）、高橋京子（ペイトン尚未）、千歳つくし（小坂澄）、椛坂冬華（石飛恵里花）
4. ↑  桜美聡（白花恋香）、五条咲（たけだまりこ）、白川琴音（澤田真里愛）、戸田有理（鳴海夏音）